# Mordet på Ahmed Shah Massoud
Mordet på Ahmad Shah Massoud, en afghansk mujahedinledare som stred mot Sovjetstyrkor under 1980-talet och som 1992–1996 var försvarsminister och ledare för den dåvarande afghanska regeringens väpnade gren, skedde den 9 september 2001 av två al-Qaida-medlemmar som utgav sig för att vara journalister i distriktet Khwaja Bahauddin i provinsen Takhar i Afghanistan.

## Angriparna
De två angriparna var tunisiska araber: 39-årige Abd as-Sattar Dahmane som gick under aliaset Karim Touzani och den 31-årige Rachid Bouari el-Ouaer som gick under aliaset Kacem Bakkali.

## Massoud-dagen

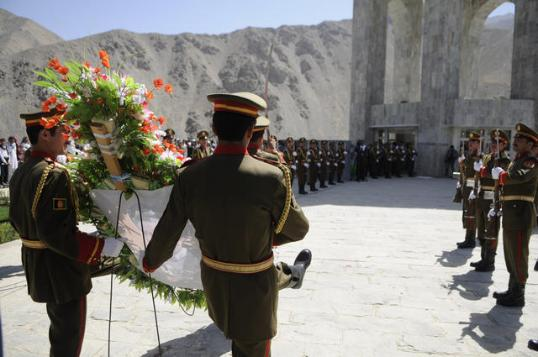
En ceremoni utförd av Afghanistans nationella armé under Massoud-dagen.

Före talibanernas övertagande av Afghanistan 2021 firades den 9 september som en afghansk nationell helgdag under namnen "Massouddagen" eller "Martyrdagen" (dari: روز شهدا). Veckan då den äger rum kallades ibland för "Martyrveckan"